# 노스아메리칸 AJ 새비지
노스아메리칸 AJ 새비지(영어: North American AJ Savage, 이후 A-2 새비지(A-2 Savage))는 미해군의 함상 폭격기이며 SLBM이 개발되기 이전까지 A3D 스카이워리어, A3J 비질란테와 함께 미해군의 전략 핵공격의 일익을 담당하였다.

## 제원(AJ-1)
Source: U.S. Navy Standard Aircraft Characteristics, and American Attack Aircraft Since 1926
일반 특성
- 승무원: 3
- 길이: 63 ft 1 in (19.2 m)
- 날개폭: 71 ft 5 in (21.8 m)
- 높이: 20 ft 5 in (6.2 m)
- 날개면적: 836 ft² (78 m²)
- 공허중량: 27,558 lb (12,500 kg)
- 탑재중량: 47,000 lb (21,363 kg)
- 최대이륙중량: 50,954 lb (23,161 kg)

성능
- 최대속도: 471 mph (409 kn, 758 km/h)
- 항속거리: 1,731 mi (1,505 nmi, 2,787 km) (1,505 nmi, 2,787 km)
- 상승한도: 40,800 ft (12,440 m) (12,440 m)
- 상승률: 2,900 ft/min (14.7 m/s) (14.7 m/s)
- 날개하중: 63.2 lb/ft²(309 kg/m²) (309 kg/m²)

무장
- 폭탄: 12,000 lb (5,400 kg) conventional bombs, or 1× nuclear bomb

## 같이 보기
- 보잉 B-29 슈퍼포트리스
- 컨베어 B-36 피스메이커
- 더글러스 A3D 스카이워리어

## 책
- 보관됨 2016-03-03 - 웨이백 머신 Washington, D.C.: United States Navy, 30 June 1957.
- Johnson, E.R. (2000), American Attack Aircraft Since 1926. Jefferson, North Carolina: McFarland, 2008. ISBN 978-0-7864-3464-0.